# 格洛弗斯维尔
格洛弗斯维尔（英語：Gloversville）是美国纽约州富尔顿县的一座城市，曾经是美国手套业界的中心，在格洛弗斯维尔和邻近的约翰斯敦市有超过二百家制造商。2010年，格洛弗斯维尔的人口为15,665人。